# يهورام ملك يهوذا
يهورام (باليونانية: Ιωραμ)‏، (باللاتينية: Joram)‏، وهو ملك يهوذا، وابن يهوشافاط. تولى يهورام العرش في سن 32 سنة وحكم لمدة 8 سنوات.
قام وليام أولبرايت بتأريخ حكمه من 849 إلى 842 قبل الميلاد.

## فترة حكمه
وفقًا لسفر الملوك الثاني 8: 16 كان يهورام يحكم بالشراكة مغ والده يهوشافاط لمدة خمس سنين، ثم تولى يهورام العرش في سن 32 سنة وحكم لمدة 8 سنوات، لتأمين ملكه قتل إخوته الستة.
كان والده يهوشافاط قد شكل تحالفًا مع مملكة إسرائيل الشمالية، وكان أحد شروط هذا التحالف أن يتزوج يهورام من عثليا ابنة أخاب، مما جعل التحالف قويًا، وخلال حكم يهورام لمملكة يهوذا، تمردت إدوم، فسار بجيشه لاستردادها، ولكن فر جيشه أمام الأدوميين، واضطر للاعتراف باستقلالهم. كما تمردت بلدة لبنة خلال فترة حكمه، وفقًا لسفر أخبار الأيام الثاني 21: 10 كان التمرد بسبب أنه «ترك الرب إله آبائه». 
خلال فترة حكمه غزا الفلسطينيين المملكة، وقام العرب والإثيوبيون بنهب منزل الملك، وأسروا جميع أفراد أسرته باستثناء ابنه الأصغر أخزيا. وبلغته رسالة من النبي إيليا تنبئه بما سينزل بم من المصائب بسبب خطاياه، ثم عاني من مرض مؤلم في البطن، وتوفي بعد ذلك بعامين.